# 片桐貞晴
片桐 貞晴（かたぎり さだはる、? - 慶安3年10月4日（1650年10月28日））は、江戸時代初期の旗本寄合。小泉藩初代藩主片桐貞隆の二男。母は武田一雲の娘。通称は勝七郎。

## 生涯
二男であったが母が正妻のため、父の死後の寛永4年（1627年）、遺領のうち3000石余（3002、3200の資料あり）を分知され、寄合となる。慶安3年（1650年）10月4日死す。法名は宗眞。
後嗣に恵まれず、一色右馬助範親の二男を養子に迎える。この養子が成人後、片桐之晴と名乗る。之晴の母は貞隆の娘であり、之晴は貞晴にとって甥である。この家系は幕末で絶えることなく続く。
貞晴の後、5代片桐友從（ともゆき）が茶人・宗幽として有名である。